# La Danse de Merion
Pour les articles homonymes, voir La Danse.
La Danse de Merion ou La Danse II, est un triptyque réalisé par le peintre français Henri Matisse en 1932-1933. Ces peintures à l'huile sur toile représentent des danseurs nus figurés en gris clair sur un fond bleu, noir et rose. Elles sont conservées à la Fondation Barnes, à Philadelphie.

## Histoire
La Danse de Merion est créé en 1932 à la demande d'Albert Barnes après sa rencontre avec Matisse aux États-Unis. Barnes est un passionné d'art et un collectionneur d'œuvres d'art de longue date des œuvres de Matisse. Il accepte de payer à Matisse un total de 30 000 $ pour la peinture murale, qui devait être réalisée en un an.
La peinture murale devait être placée au-dessus de trois arches enjambant les fenêtres du hall principal de la galerie de Barnes. Matisse exécute la fresque sur une toile fournie par Barnes à Nice, en France, au lieu de travailler sur place. Il s’agit d’une approche inhabituelle pour une telle œuvre, mais le mécène lui a offert une liberté artistique complète, et travailler sur place aurait de toute façon été peu pratique.
Pour Matisse, le projet s'avère semé d'embûches et lui prend deux ans, le laissant physiquement et émotionnellement épuisé. Il est également profondément déçu d'apprendre, lors de l'installation, que Barnes n'a aucune intention d'exposer l'œuvre au public.
Néanmoins, Matisse est ravi de l’œuvre elle-même. Dans une lettre de 1933 à son fils, il écrit à propos de l'installation à la Fondation Barnes : « Elle a une splendeur que l'on ne peut imaginer à moins de la voir - car tout le plafond et ses voûtes en arc prennent vie grâce au rayonnement et l'effet principal se poursuit jusqu'au sol... Je suis profondément fatigué mais très heureux. Lorsque j'ai vu la toile mise en place, elle s'est détachée de moi et est devenue partie intégrante du bâtiment. ».
La Danse de Merion est précédée de nombreux travaux préparatoires, parmi lesquels La Danse inachevée et La Danse de Paris, toutes deux conservées au musée d'Art moderne de Paris.
Lors d'une audience en 1993 au Montgomery County Pennsylvania Orphan's Court, en Pennsylvanie, le conservateur Paul R. Himmelstein a soutenu que The Dance avait subi des dommages importants lors d'une tournée mondiale controversée des points forts de la collection de peintures impressionnistes et postimpressionnistes de la Fondation Barnes.

## Analyse
Certains critiques considèrent que la fresque de La Danse de Merion a joué un rôle primordial en permettant à Matisse de revenir aux sources les plus essentielles de son art,. Pour Matisse, l'œuvre met en évidence des aspects tels que la simplicité, l'aplatissement, l'accent mis sur la couleur et l'utilisation de papiers découpés qui vont tous jouer un rôle important dans son développement artistique ultérieur.

## Postérité
Le tableau fait partie des « 105 œuvres décisives de la peinture occidentale » constituant le musée imaginaire de Michel Butor.

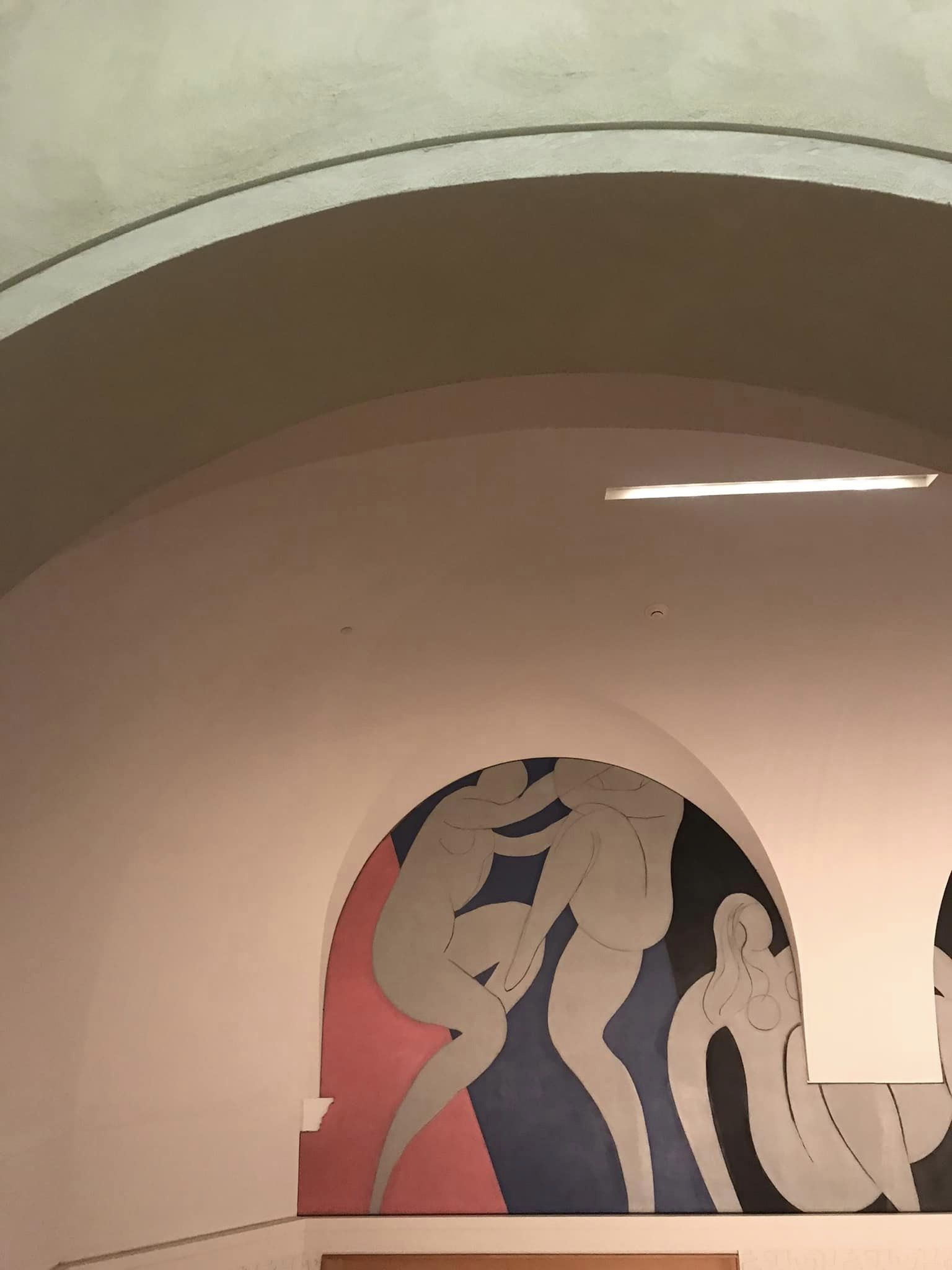
Premier panneau
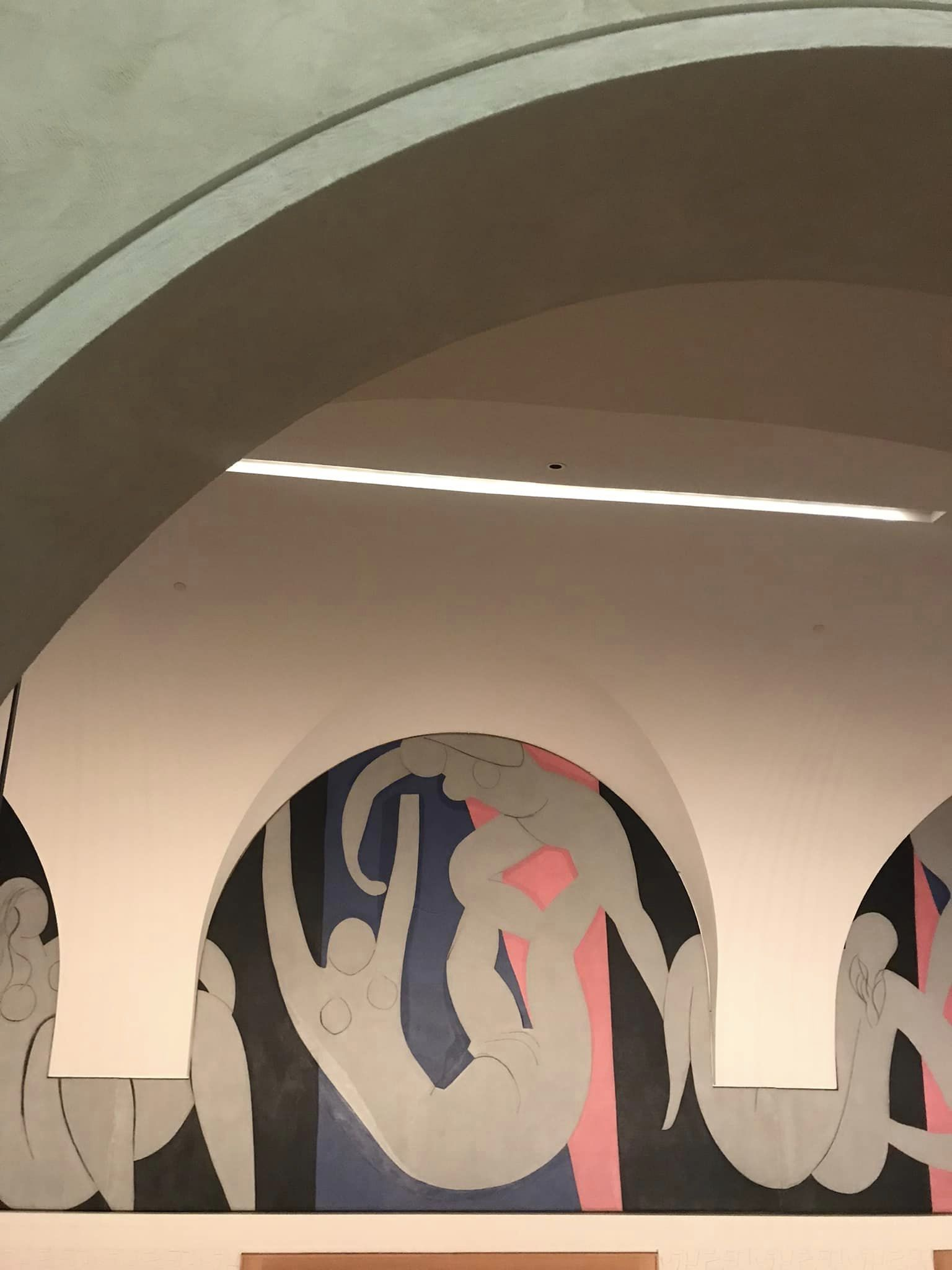
Second panneau
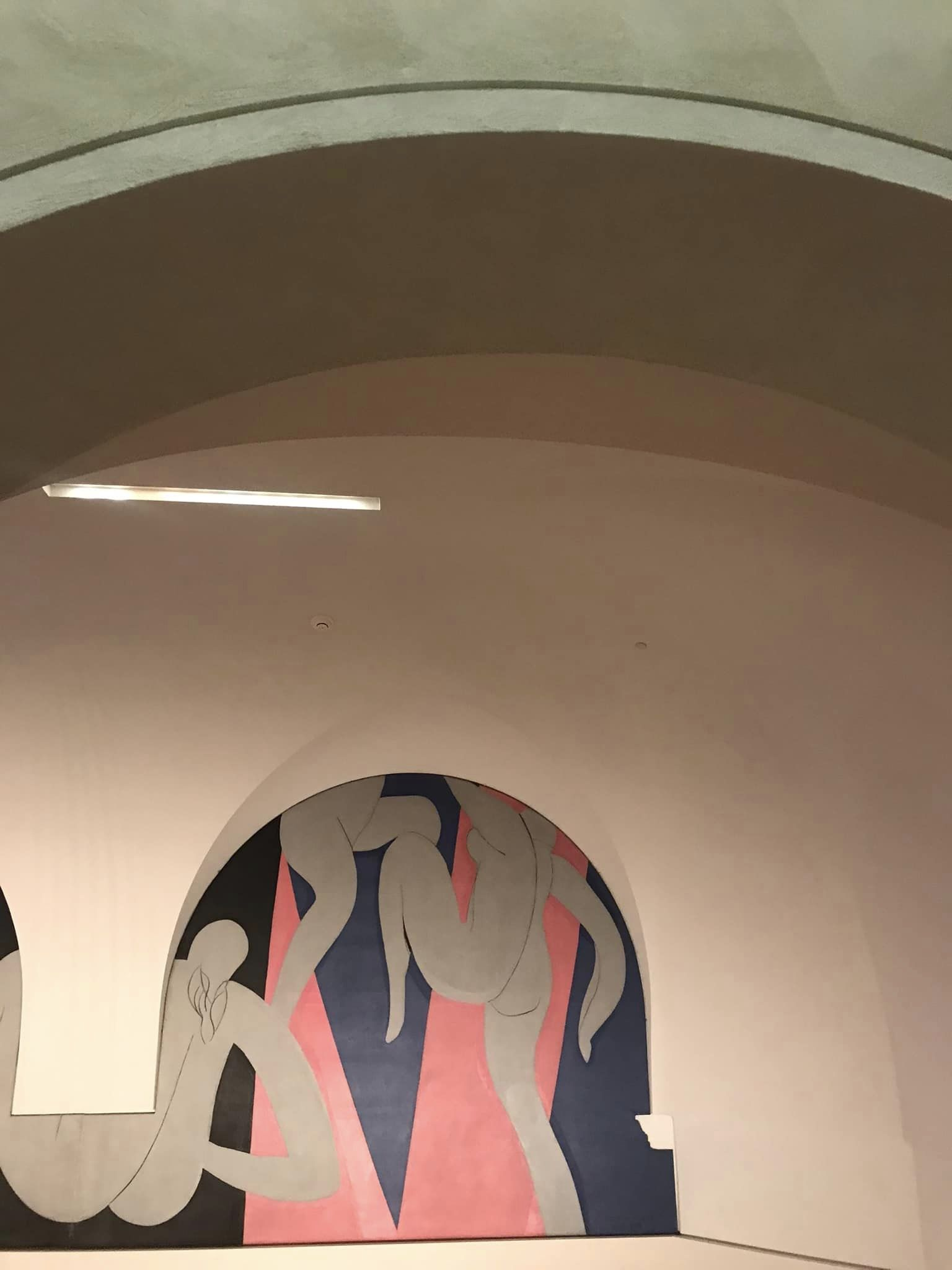
Troisième panneau